# Luigi Pulci
Luigi Pulci (16. srpna 1432, Florencie – listopad 1484, Padova) byl italský renesanční básník, autor parodického rytířského románu Morgante (1478–1483).

## Život
Pocházel ze staré zchudlé šlechtické rodiny a po otcově smrti roku 1451 musel se svými bratry Bernardem a Lucou (také básníky) čelit ekonomickým problémům, zaviněným otcovými dluhy. Pracoval proto jako tajemník bohatých obchodníků. Již roku 1461 patřil k uměleckému kruhu kolem Lorenza de Medici a z podnětu Lorenzovy zbožné matky začal pracovat na velkém eposu o činech rytířů Karla Velikého později nazvaném podle jedné z postav Morgante. Kromě toho napsal větší množství básní kratších literárních forem jako jsou rispetti, sonety, nebo frottole.
Roku 1465 došlo k úpadku směnárny jeho bratra Lucy, který byl uvězněn. Jako jeho společník byl proto i s bratrem Bernardem vypovězen z Florencie, ale na zákrok Lorenza se mohl roku 1466 z vyhnanství vrátit. Ve službách rodu Medicejských pak vykonal řadu cest s důvěrným posláním, například roku 1470 do Camerina a roku 1471 do Neapole na aragonský dvůr.
V té době se dostal do konfliktu s knězem Matteem Francem (1448–1494), který jej obvinil z pohoršlivého chování a z kacířských názorů. Žaloby na jeho bezbožnost zesilovaly a Franco přesvědčil i Lorenza o oprávněnosti svých obvinění. Od roku 1473 byl proto Pulci ve službách kondotiéra Sanseverina a provázel jej na jeho cestách. Začínal být čím dál tím vice považován za bezvěrce a heretika. Snažil se proto obhájit svou pravověrnost veršovaným dílem Confessione (1483, Zpověď), Když však roku 1484 v Padově zemřel, byl pohřben jako kacíř v nesvěcené půdě.

## Dílo
- Rispetti d'amore (Milostné písně), v těchto básních vychází Pulci z toskánské lidové písně.[3]
- La Beca da Dicomano, kratší pastýřská báseň s groteskními prvky, jakási parodie díla Nencia da Barberino Lorenza de Medici. V básni venkovan Nuto opěvuje svou milou Becu.[3]
- La Giostra (1469-1475, Turnaj), báseň na oslavu Lorenzova vítězství v turnaji.[3]
- Confessione (1483, Zpověď), dílo v tercínách, napsané ve snaze obhájit se před nařčením z kacířství, ve kterém žertovný tón prostupuje silnými náboženskými motivy.[3]
- Morgante (1478–1483), Pulciho nejvýznamnější dílo, parodický rytířský román, který vypráví příběhy Orlanda (Rolanda) a Rinalda di Montalban (Renauda de Montauban). Titulní postava je ale obr, který se stává věrným následovníkem Orlanda poté, co jej rytíř přemohl při osvobození kláštera Chiaromonte a učinil z něj křesťana.[1]